# Welkom in de Gouden Eeuw
Welkom in de Gouden Eeuw is een komische, educatieve Schooltv-serie uit 2012, die bestaat uit acht delen en gericht is op kinderen in de leeftijd van negen tot en met twaalf jaar. Het programma was de eerste in de reeks Welkom in de geschiedenis.

## Acteurs
- Plien van Bennekom - Dorine Goudsmit
- Alex Klaasen - Televisiekijker, werkzoekende, passagier, Teun, staalmeester, Jan Steen, Luitspeler Corneel, Joost van den Vondel, Jan Leeghwater, René Descartes, Willem van Oranje, Wethouders Kuilenburg, cipiers, admiraal, bedelaar, barbier, koopman, presentator missverkiezing, Fransman, publiek terechtstelling
- Ellen Pieters - Televisiekijker, kapitein VOC-schip, vrouwen op schip, Jury So you think you can paint, moeder van Corneel, Amalia van Solms, presentatrice Filosofie, Greet, Petronella Oortman, moeder
- Martine Sandifort - Aaltje, vrouwen op schip, presentatrice Luit of Holland, katholieken, presentatrice Grote Domineeshow, toeschouwer Slag bij Ter Heijde, Trui, gast Petronella, tulpenhandelaar, Freule Wttewaall van Stoetwegen, echtgenote walvisvaarder, Dora, patiënte, presentatrice Heks of geen heks
- Rogier in 't Hout - Werkzoekende, patiënt, kaartlezer, schipper, cursist, staalmeester, Pieter Corneliszoon Hooft, presentator, Simon Stevin, model, katholieken, gevangene, verslaggever, soldaat, Willem van de Velde de Jonge, toeschouwer Slag bij Ter Heijde, tulpenhandelaar, Han, matroos, passagiers trekschuit, Dirk, vader
- Remko Vrijdag - Presentator kennisquiz, chirurgijn, matrozen, presentator schildercursus, presentator, Ferdinand Bol, katholieken, VOC-handelaar, tulpenhandelaar, matroos, walvisvaarder
- Gijs de Lange - Cursist, Rembrandt van Rijn, Jury So you think you can paint, Jacob Cats, Harm, presentator Wedden dat?, Theodor van Beuningen, katholieken, Spaanse soldaat, schipper turfschip, generaal, toeschouwer Slag bij Ter Heijde, gast Petronella, Jonkheer Wttewaal van Stoetbergen, Henry Hudson, Willem, Dokter K. Wakzwalf, schoolmeester
- Laus Steenbeeke - Kaartlezer, matroos, vader van Corneel, Anthoni van Leeuwenhoek, Baruch Spinoza, Hollander, wethouder Kuilenburgh, professor Franciscus Gomarus, Spaanse soldaat, Duitse huurling, toeschouwer Slag bij Ter Heijde, tulpenhandelaar, rakker, Amsterdammer, terechtgestelde
- Paul R. Kooij - Schout, herbergier, handelaar, Burgemeester Kuilenburg, cipier, Willem van de Velde de Oude, kapitein, verslaggever
- Elise Schaap - Liedewij, Saskia van Uylenburg, Neeltje, receptioniste Hendrick de Keyser, Daantje, jonkvrouw Geertruida de Wilde, gast Petronella, Marie, passagier trekschuit, Catherine
- Hans Kesting - Jan Pieterszoon Coen, vertegenwoordiger polderfonds, Willem Barentsz
- Dick van den Toorn - vertegenwoordiger polderfonds, Jacob van Heemskerck, Arie Huydecoper
- Peter Blok - prins Maurits van Nassau, verslaggever
- Lies Visschedijk - Hendrickje Stoffels, Amalia van Solms
- Marcel Musters - staalmeester, presentator 'Sterren kijken', opdrachtgever
- Rop Verheijen - staalmeester, prins Frederik Hendrik, Hendrick de Keyser,
- Porgy Franssen - Hugo de Groot
- Ilse Warringa - Maria van Reigersberch, passagier trekschuit, Amsterdammer, publiek terechtstelling
- Marjan Luif - Greet Huydecoper
- Olaf Malmberg - VOC-handelaar
- Bert Luppes - Michiel de Ruyter
- Kees Hulst
- Gijs Naber - rakker, cipier
- Thor Braun - Titus van Rijn, Thijmen, leerling
- Beau Schneider - werkzoekende, matroos, handelaar
- Pepijn Schoneveld - werkzoekende, matroos, Jury So you think you can paint, leerling Rembrandt, Duitse huurling, omroeper trekschuit
- Jip Smit - cursist, jurylid Luit of Holland, huishoudster Simon Stevin, Greet
- Roos van Erkel - Kaat

## Afleveringen
| Nr. | Titel           | Uitzenddatum     |  |
| --- | --------------- | ---------------- |  |
| 1 | De VOC          | 9 december 2012  |  |
| Dorine Goudsmit blikt samen met Jan Pieterszoon Coen terug op zijn Gouden Eeuw en 'zijn' VOC.                                                               |                 |                  |  |
| 2 | Kunst           | 16 december 2012 |  |
| Dorine Goudsmit blikt samen met Saskia van Uylenburgh en Hendrickje Stoffels terug op hun Gouden Eeuw, Rembrandt en de kunst.                               |                 |                  |  |
| 3 | Wetenschap      | 23 december 2012 |  |
| Dorine Goudsmit blikt samen met Hugo de Groot terug op zijn Gouden Eeuw, de wetenschap en zijn ontsnapping.                                                 |                 |                  |  |
| 4 | Politiek        | 30 december 2012 |  |
| Dorine Goudsmit blikt samen met stadhouder Maurits van Nassau en raadspensionaris Johan van Oldenbarnevelt terug op hun Gouden Eeuw, de macht en de ruzies. |                 |                  |  |
| 5 | Oorlog en vrede | 6 januari 2013   |  |
| Dorine Goudsmit blikt samen met zeeheld Michiel de Ruyter terug op zijn Gouden Eeuw, oorlog en vrede.                                                       |                 |                  |  |
| 6 | Arm en rijk     | 13 januari 2013  |  |
| Dorine Goudsmit blikt samen met de stadhouder Frederik Hendrik en zijn vrouw prinses Amalia terug op hun Gouden Eeuw, rijkdom en armoede.                   |                 |                  |  |
| 7 | Handel          | 20 januari 2013  |  |
| Dorine Goudsmit blikt samen met Willem Barentsz en Jacob van Heemskerck terug op hun Gouden Eeuw en het avontuur van de handel.                             |                 |                  |  |
| 8 | Dagelijks leven | 27 januari 2013  |  |
| Dorine Goudsmit blikt samen met Arie en Greet Huidekoper terug op hun Gouden Eeuw en het leven van alledag.                                                 |                 |                  |  |